# Giancarlo Finardi
Giancarlo Finardi (Castel Rozzone, 4 agosto 1954) è un dirigente sportivo, allenatore di calcio ed ex calciatore italiano, di ruolo attaccante.

## Carriera

### Giocatore
Attaccante utilizzato come mezzala, cresce calcisticamente nell'Atalanta. Viene poi mandato alla Cremonese per fare esperienza, dove disputa cinque campionati, quattro di Serie C ed uno di Serie B, al termine del quale ritorna a Bergamo. Con i neroazzurri esordisce in Serie A e disputa due stagioni nelle quali non riesce a trovare molto spazio, venendo quindi ceduto nuovamente alla Cremonese.
Qui diventa un elemento inamovibile, disputando con i grigiorossi altre sette stagioni, ottenendo anche una doppia promozione dalla Serie C alla Serie A, per un totale di 383 partite, secondo nella storia della Cremonese alle spalle di Luciano Cesini, alfiere con 436 presenze. Nella stagione 84-85, unica giocata in A con la maglia della Cremonese, Finardi disputa 24 partite realizzando 7 gol capocannoniere della squadra che, al termine della stagione, retrocede in serie B. Il suo primo gol in serie A risale all'11ma giornata (2 dicembre 1984) in occasione di Cremonese-Fiorentina 1-1 quando realizza il vantaggio poi pareggiato da Socrates per i viola. Dopo un anno all'Ospitaletto in Serie C, termina la carriera nelle categorie minori in società della provincia di Bergamo. In carriera ha totalizzato complessivamente 35 presenze e 7 reti in Serie A e 199 presenze e 33 reti in Serie B.

### Allenatore
Dopo aver debuttato sulla panchina del San Paolo d'Argon, società dilettantistica con la quale aveva terminato la carriera da calciatore, approda nel 1998 al settore giovanile della Cremonese, dove gli viene affidata la formazione primavera. L'anno successivo passa alle giovanili dell'Atalanta, allenando anche qui la primavera in sostituzione di Giovanni Vavassori, passato alla prima squadra. Sempre con la primavera atalantina Finardi conquista ben tre volte la vittoria nella Coppa Italia di categoria nelle stagioni 1999-2000, 2000-2001 e 2002-2003,
I buoni risultati gli permettono di esordire anche sulla panchina neroazzurra in Serie A, ancora in sostituzione dell'esonerato Vavassori, nella speranza di salvare la squadra dalla retrocessione. Ciò non avviene, e la squadra retrocede in Serie B dopo lo spareggio contro la Reggina, con Finardi che ritorna con i ragazzi del settore giovanile. Nell'estate del 2007 abbandona la società bergamasca per fare da vice ad Emiliano Mondonico alla Cremonese. Successivamente è divenuto il responsabile del settore giovanile della Cremonese. Nel giugno del 2013 viene nominato coordinatore tecnico del settore giovanile dell'Atalanta affiancando Mino Favini.

## Statistiche

### Statistiche da allenatore
Statistiche aggiornate al 30 giugno 2003
| Stagione        | Squadra         | Campionato      | Campionato | Campionato | Campionato | Campionato | Coppe nazionali | Coppe nazionali | Coppe nazionali | Coppe nazionali | Coppe nazionali | Coppe continentali | Coppe continentali | Coppe continentali | Coppe continentali | Coppe continentali | Altre coppe | Altre coppe | Altre coppe | Altre coppe | Altre coppe | Totale | Totale | Totale | Totale | % Vittorie | Piazz.                        |
| Stagione        | Squadra         | Comp            | G          | V          | N          | P          | Comp            | G               | V               | N               | P               | Comp               | G                  | V                  | N                  | P                  | Comp        | G           | V           | N           | P           | G      | V      | N      | P      | %          | Piazz.                        |
| --------------- | --------------- | --------------- | ---------- | ---------- | ---------- | ---------- | --------------- | --------------- | --------------- | --------------- | --------------- | ------------------ | ------------------ | ------------------ | ------------------ | ------------------ | ----------- | ----------- | ----------- | ----------- | ----------- | ------ | ------ | ------ | ------ | ---------- | ----------------------------- |
| gen. 1999       | Cremonese       | B               | 1          | 0          | 0          | 1          | CI              | -               | -               | -               | -               | -                  | -                  | -                  | -                  | -                  | -           | -           | -           | -           | -           | 1      | 0      | 0      | 1      | &0,00      | Sub., Eson.                   |
| apr.-giu. 2003  | Atalanta        | A               | 4+2        | 2          | 2+1        | 0+1        | CI              | -               | -               | -               | -               | -                  | -                  | -                  | -                  | -                  | -           | -           | -           | -           | -           | 6      | 2      | 3      | 1      | 33,33      | Subentrato, 15º retrocessione |
| Totale carriera | Totale carriera | Totale carriera | 7          | 2          | 3          | 2          |                 |                 |                 |                 |                 |                    |                    |                    |                    |                    |             |             |             |             |             | 7      | 2      | 3      | 2      | 28,57      |                               |

## Palmarès

### Giocatore

#### Competizioni nazionali
- Campionato italiano Serie C: 1

Cremonese: 1976-1977 (girone A)

#### Competizioni regionali
- Promozione: 1

San Paolo d'Argon: 1990-1991 (girone D lombardo)

### Allenatore

#### Competizioni giovanili
- Coppa Italia Primavera: 3

Atalanta: 1999-2000, 2000-2001, 2002-2003